# Anton von Lüneburg

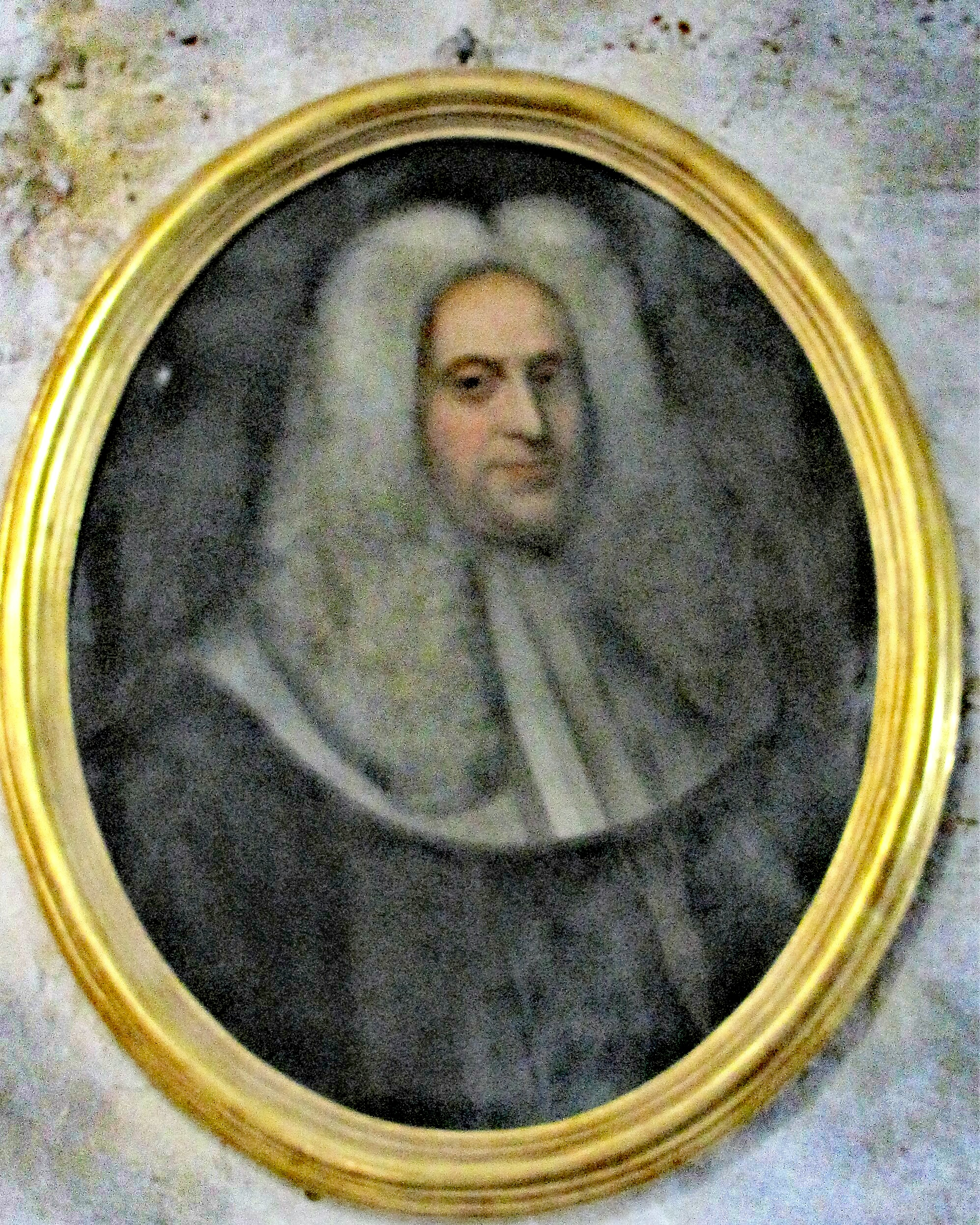
Anton Lüneburg (gerettetes Porträt aus seinem 1942 zerstörten Epitaph)

Anton von Lüneburg (* 23. November 1673 in Lübeck; † 10. Mai 1744 ebenda) war ein deutscher Jurist und Bürgermeister der Hansestadt Lübeck.

## Leben
Anton von Lüneburg entstammte einer alten, adligen Lübecker Patrizierfamilie. Er war Sohn des Lübecker Ratsherrn Alexander von Lüneburg. Anton von Lüneburg studierte in der Zeit von 1691 bis 1694 Rechtswissenschaften an der Universität Leipzig. Seine damals übliche Grand Tour führte ihn anschließend gemeinsam mit seinem Lübecker Kommilitonen Adolf Lefèvre über Wien und Venedig nach Rom. Von Rom aus reiste er über Paris, London und Oxford sowie die Niederlande nach Lübeck zurück. Hier wurde er 1705 Mitglied der einflussreichen Zirkelgesellschaft. 1717 wurde er in Lübeck Ratsherr und 1732 einer der vier Bürgermeister der Stadt. In seine Amtszeit fällt die von der Bürgerschaft erzwungene Selbstergänzung des Lübecker Rates 1739. Er war Erbherr der Lübschen Güter Mori und Eckhorst.
Anton von Lüneburg war zunächst seit 1708 mit einer Tochter des Lübecker Domherrn Friedrich Heinrich von Hatten verheiratet. 1738 heiratete er in zweiter Ehe eine Tochter des Obersten Siegfried von Plessen, der in dänischen Diensten stand. Beide Ehen blieben kinderlos, mit ihm starb die Familie von Lüneburg im Mannesstamme aus. Seine Witwe heiratete den dänischen Kammerherrn von Albedyll. Die Güter Mori und Eckhorst wurden von ihm auf seine Söhne vererbt.

Anton von Lüneburg wurde im Lübecker Dom bestattet. Sein barockes Epitaph am westlichen Ende der Südwand wurde beim Luftangriff auf Lübeck 1942 bis auf das Porträt zerstört. Es enthielt die lateinische Inschrift: 

„IV et quod excurrit secula Lubecae floruit et quinque consules, bis quinque vero senatores numeravit.“